# Belschyna Babrujsk
Der FK Belschyna Babrujsk (belarussisch Белшына Бабруйск, russisch Белшина Бобруйск/Belschina Bobruisk) ist ein Fußballverein aus der belarussischen Stadt Babrujsk. Der belarussische Meister von 2001 und dreimalige Pokalsieger spielt nach drei Jahren Zweitklassigkeit seit 2010 wieder in der Wyschejschaja Liha, der höchsten Spielklasse des Landes.

## Geschichte
Der FK Belschyna Babrujsk wurde 1977 unter dem Namen Schinnik Babrujsk gegründet. Im Jahr 1995 erhielt er den Namen des staatlichen Reifenherstellers Belshina (belarussisch Белшына/Belschyna).
Zweimal, 1978 und 1982, wurde der Verein Meister der belarussischen Liga innerhalb der Sowjetunion. Nach dem Zusammenbruch der Sowjetunion und der anschließenden Unabhängigkeit von Belarus war er zunächst zwei Spielzeiten zweitklassig, ehe 1993 der Aufstieg in die Wyschejschaja Liha gelang. Zwischen 1996 und 1998 war Belschyna mit einem zweiten und zwei dritten Plätzen erstmals in der Spitzengruppe vertreten, 1997 errang die Mannschaft zudem ihren ersten Titelgewinn im belarussischen Pokal durch einen 2:0-Finalsieg gegen Dinamo-93 Minsk. Im Europapokal der Pokalsieger 1997/98 setzte sich Belschyna in der Qualifikation gegen Tallinna Sadam durch und erreichte zum bisher einzigen Mal die 1. Hauptrunde eines internationalen Wettbewerbs, wo man an Lokomotive Moskau scheiterte.
Der belarussische Pokalsieg konnte 1999 durch einen Sieg gegen Slawija Masyr im Elfmeterschießen wiederholt werden. Das erfolgreichste Jahr der Vereinsgeschichte wurde dann 2001, wo der Verein mit drei Punkten Vorsprung vor Dinamo Minsk zum bisher einzigen Mal die Tschempijanat genannte Meisterschaft gewinnen konnte und mit einem 1:0 im Pokalendspiel gegen Slawija Masyr das Double schaffte. In den Folgejahren gelang es nicht mehr, an die Erfolge anzuknüpfen. 2004 erfolgte der Abstieg aus der höchsten Spielklasse, ein Jahr darauf gelang der direkte Wiederaufstieg und 2006 stieg man erneut in die zweitklassige Perschaja Liha ab. Nach einem 4. Platz 2007 und einem 3. Platz 2008 gewann die Mannschaft dort in der Saison 2009 die Meisterschaft und den damit verbundenen Aufstieg in die Wyschejschaja Liha, wo sie sich 2010 im Mittelfeld platzieren konnte.

## Erfolge
- Belarussischer Fußballmeisterschaft
  - Meister: 2001
  - Vizemeister: 1997
- Belarussischer Pokalsieger (3): 1997, 1999, 2001